# Марко Ломић
Марко Ломић (Чачак, 13. септембар 1983) је бивши српски фудбалер који је играо на позицији левог бека. 

## Клупска каријера
Марко Ломић је у Борцу из Чачка започео са активним играњем фудбала, а у сениорској конкуренцији је дебитовао 2000. године. Након краткотрајног боравка у бугарском Литексу (као позајмљени играч), 2002. године постаје фудбалер Железника, где је играо успешно три године а круна каријере у том клубу било је освајање трофеја у националном купу 2005. након победе над Црвеном звездом у финалу.
Његове партије су скренуле пажњу Партизана, па у табор црно-белих прелази 2005. године, где је до 2007. забележио 50 првенствених наступа и постигао 3 гола. 
Наредне 2 године (2007-2009) проводи у немачком Кобленцу, за који је одиграо 50 утакмица. Ломић се 1. 9. 2009. званично поново вратио у Партизан. За годину дана проведених у Партизану одиграо је 25 утакмица и постигао 3 поготка а успео је и да освоји титулу шампиона Србије.
Ломић је 2010. прешао у московски Динамо где је провео четири године, потом је прешао у још један руски клуб Мордовију.

## Репрезентативна каријера
Марко Ломић је на Олимпијским играма 2004. године био репрезентативац Србије и Црне Горе. Такође је био члан селекције репрезентације Србије и Црне Горе која је освојила друго место на европском првенству за младе испод 21 година.
Ломић је одиграо 14 утакмица у младој репрезентацији (1 постигнут гол), као и 2 наступа за репрезентацију Србије код Радомира Антића .

## Трофеји
Железник
- Куп Србије и Црне Горе (1) : 2004/05.

Партизан
- Првенство Србије (1) : 2009/10.